# 東京一致神学校
東京一致神学校（とうきょういっちしんがっこう、英語: Tokyo Union Theological School）は、1877年から1887年まで存在した長老派系の神学校である。

## 概要
1877年にアメリカ合衆国長老教会、アメリカ・オランダ改革派教会、スコットランド一致長老教会の三つの改革派・長老派系ミッションが合同して伝道することになり、日本基督一致教会が創立されることになった。その創立の課程で神学校の問題が議論され、日本基督一致教会の教職養成のために東京一致神学校が開校された。1877年6月21日に三ミッション合同教育委員会が組織されて、10月7日築地居留地6番の旧長老教会六番神学校の校舎で、聴講生を加えて合計30名の学生を受け入れて、東京一致神学校と命名され開校式を開催した。米国長老教会からはウィリアム・インブリー、オランダ改革派教会からはジェームス・アメルマン、スコットランド一致長老教会からは、サミュエル・マクラーレンが専任教授に各ミッションより推薦された。他に講師として、デイヴィッド・タムソン、エドワード・ローゼイ・ミラー、グイド・フルベッキが選出された。
更に、ウィリアム・インブリーの主導で、3ミッションの協力ミッション男子教育事業の拡張が検討され、東京一致神学校、東京一致英和学校、神田の英和予備校を統合してクリスチャン・カレッジを設立することになった。1887年に1月19日に東京府により私立学院設置の許可が下りて、明治学院が設立された。東京一致神学校は明治学院の邦語神学部になり、東京一致神学校は発展解消した。しかし、邦語神学部の学生30名は校舎の建設が間に合わず、しばらく築地居留地の旧一致神学校で授業を続けた。

## 著名卒業生
第一期生に、植村正久、井深梶之助、山本秀煌、三浦徹、瀬川浅、留川一路らの明治の教会指導者がいる。